# Hoke Smith
Michael Hoke Smith  (Newton, Észak-Karolina, 1855. szeptember 2. –Atlanta, Georgia, 1931. november 27.) az Amerikai Egyesült Államok szenátora (Georgia, 1911–1921).